# Julius L. Shaneson
Julius L. Shaneson (Richmond, Virgínia, 24 de julho de 1944) é um matemático estadunidense, que trabalha com topologia. É professor da Universidade da Pensilvânia.
Shaneson obteve umdoutorado em 1968 na Universidade de Chicago, orientado por Melvin Rothenberg, com a tese Wall's Surgery Obstruction Groups for Z x G and Classification of 5-Manifolds. Foi a partir da metade da década de 1970 professor da Universidade Rutgers e a partir da metade da década de 1990 da Universidade da Pensilvânia.
Publicou com Sylvain Cappell uma série de trabalhos sobre o problema da relação entre similaridade topológica e equivalência linear, sobre a teoria dos nós em dimensões superiores, classes características de espaços singulares e determinação de números geométricos de pontos de grade com aplicações em teoria dos números.
Foi palestrante convidado do Congresso Internacional de Matemáticos em Varsóvia (1983: Linear algebra, topology and number theory) e em Zurique (1994: Characteristic Classes, Lattice Points and Euler-MacLaurin Formulae). Foi bolsista Guggenheim (1981).

## Obras
- com Cappell: The codimension two placement problem and homology equivalent manifolds, Annals of Mathematics, Volume 99, 1974, p. 277–348
- com Cappell: Non-linear Similarity, Annals of Mathematics, Volume 113, 1981, p. 315–355
- com Cappell: There exists inequivalent knots with the same complement, Annals of Mathematics, Volume 103, 1976, p. 349–353
- com Cappell: Singular spaces, characteristic classes, and intersection homology, Annals of Mathematics, Volume 134, 1991, p. 325–374
- com Cappell: Stratifiable maps and topological invariants, J. Amer. Math. Soc., Volume 4, 1991, p. 521–551
- com Cappell: Fixed points of periodic differentiable maps, Inventiones Mathematicae, Volume 68, 1982, p. 1–19
- com Cappell: Singularities and immersions, Annals of Mathematics, Volume 105, 1977, p. 539–552
- com Cappell: Piecewise linear embeddings and their singularities, Annals of Mathematics, Volume 103, 1976, p. 163–228
- com Cappell: Some new four-manifolds, Annals of Mathematics, Volume 104, 1976, p. 61–72
- com Cappell, Mark Steinberger, James E. West: Nonlinear conjugacy begins in dimension six, American Journal of Mathematics, Volume 111, 1989, p. 717
- com R. Lashof: Smoothing 4-manifolds, Inventiones Mathematicae, Volume 14, 1971, p. 197–210